# Mohamed Farrah Aidid
Mohamed Farrah Hassan dit Aidïd, né le 15 décembre 1934 à Beledweyne et mort le 1er août 1996 à Mogadiscio, est un homme politique somalien, du sous-clan Saad, subdivision du clan Haber Guedir de la tribu Hawiyé, et à la tête de l'Alliance nationale somalienne.
Il participe à la rébellion qui aboutit à la chute du régime de Mohamed Siad Barre en janvier 1991. Il combat ensuite les troupes des États-Unis et des Nations unies présentes dans le pays. Aidid est l'une des principales cibles de l'opération Restore Hope menée par les États-Unis et par l'ONU pour fournir de l'aide humanitaire et briser le siège militaire de la Somalie. Il se déclare président de la Somalie après avoir contraint les forces de l'ONU à quitter le pays en 1995. Il meurt lors d'un combat entre factions le 1er août 1996. Il savait parler le somali, l'italien, l'anglais et l'arabe.

## Biographie
Aidid suit des études à Rome et à Moscou avant de servir dans le gouvernement de Mohamed Siad Barre. Il savait très bien parler l'anglais et l'italien. Suspectant un coup d'État, ce dernier l'emprisonne pour 6 ans. En 1991, Siad Barre est effectivement renversé et Aidid, en tant que chef du Congrès de la Somalie unifiée, s'affirme comme l'une des personnalités clés de la guerre civile qui suit. Aidid repousse les forces internationales de maintien de la paix de l'ONU en 1992, à la suite de quoi les États-Unis mettent sa tête à prix pour 25 000 $ et tentent sans succès de le capturer. Une série d'opérations contre son clan se termine par les combats de Mogadiscio des 3 et 4 octobre 1993 au cours desquels 115 à 300 Somaliens et dix-neuf soldats américains sont tués, causant le retrait des troupes américaines de Somalie. 
Les États-Unis retirent leurs forces peu de temps après et les Nations unies quittent la Somalie en 1995. Aidid se déclare alors président de la Somalie mais son gouvernement n'est pas reconnu par la communauté internationale. Il meurt le 1er août 1996 des suites des blessures par balles reçues une semaine plus tôt au cours d'une bataille avec des factions ennemies. Selon des rumeurs relayées entre autres par le LA Times et USA Today, les forces d'opération spéciales américaines ou des officiers de la CIA pourraient être directement ou indirectement mêlées à la mort d'Aidid.[réf. nécessaire]

## Succession
Son fils, Hussein Mohamed Farrah, est désigné pour la succession par le clan Habr Gidr deux jours après la mort de son père, bien que Abdullah Yusuf Ahmed ait été élu président de transition. L'Occident voit en Hussein, qui a vécu aux États-Unis depuis l'âge de 14 ans et a incorporé les Marines après avoir obtenu la nationalité américaine, une chance d'apaisement des relations avec la Somalie.

## Sources
- Michael Binney, Joint Close Air Support in the Low Intensity Conflict (thèse), Naval Postgraduate School Monterey, Californie, juin 2003.
- Mark Bowden, Black Hawk Down: A Story of Modern War, Atlantic Monthly Press, Berkeley, Californie, mars 1999.
- Somali faction leader Aidid dies, CNN, 2 août 1996.
- Lutz, David. Hannover Institute of Philosophical Research. The Ethics of American Military Policy in Africa (research paper). Front Royal, Virginia: Joint Services Conference on Professional Ethics. 2000.
- James McKinley, How a U.S. Marine Became a Warlord in Somalia, The New York Times, 16 août 1996.